# Jacob S.H. Stern
Das Bankhaus Jacob S.H. Stern ist ein deutsch-jüdisches Bankhaus in Frankfurt am Main. 
Im 19. und frühen 20. Jahrhundert war es eines der führenden deutsch-jüdischen Bankhäuser in Frankfurt am Main, ehe es in der Zeit des Nationalsozialismus geschlossen wurde. Im Jahr 2025 eröffnete die Bank erneut eine Filiale in Frankfurt am Main.

## Geschichte
Das Bankhaus Jacob S.H. Stern ging aus der von Samuel Hayum Stern (1760–1819) im Jahr 1778 in der Frankfurter Judengasse gegründeten Weinhandlung hervor. Er hatte zwei Kinder, Jacob Samuel Hayum (1780–1833) und Caroline (1782–1854). Letztere heiratete im Jahr 1800 Salomon Meyer Freiherr von Rothschild. Jacob Samuel Hayum Stern gründete 1799 eine eigene Weinhandlung, Jacob Stern genannt. Nach dem Vorbild vieler anderer christlicher und jüdischer Handelshäuser, wandelte Jacob Samuel Hayum Stern ab 1805 seinen Handelsbetrieb schrittweise in eine Bank um. Dies begann mit der Finanzierung von Kunden und Lieferanten seiner Weinhandlung und verlief so erfolgreich, dass schließlich die Geldgeschäfte den Warenhandel überflügelten. Die Bank spezialisierte sich in ihrer weiteren Entwicklung auf Wertpapieremissionen. Nach dem Tod seines Vaters 1819, übernahm er dessen Weinhandlung und legt sie mit seinem eigenen Unternehmen zusammen. Die vereinigte Firma nannte er Jacob S.H. Stern.
Nach dem Vorbild der Familie Rothschild gründeten Jacob Samuel Hayum Sterns Söhne Zweigniederlassungen im Ausland: Abraham (Anton) Jakob Stern (1805–1885) und Leopold Stern (1810–1846) begründeten 1832 A.J. Stern & Cie. in Paris, David Stern (1807–1877) und Hermann Stern (1815–1887) gründeten 1844 Stern Brothers in London. Ein weiterer Sohn, Julius Jacob Stern (1807–1852), ließ sich als Bankier in Berlin nieder. Der älteste Sohn, Wolf Jacob Stern (1800–1854), führte das Stammhaus, Jacob S.H. Stern, zusammen mit seinem jüngeren Bruder, Sigmund Jacob Stern (1809–1972), nach dem Tod ihres Vaters 1833 weiter.
Das Frankfurter Stammhaus Jacob S.H. Stern war Gründungsmitglied des Preußen-Konsortiums 1866 und Mitglied des Reichsanleihekonsortiums. In enger Zusammenarbeit mit seinen Schwesterfirmen in Paris und London beteiligte sich Jacob S.H. Stern an der Finanzierung des italienischen Tabakmonopols im Jahre 1868 und an der Emission zahlreicher nationaler und internationaler Anleihen, unter anderen an den Staatsanleihen für Bulgarien, Portugal, Argentinien, das Osmanische Reich und das Chinesische Kaiserreich. Als 1872 die 3 Milliarden Französischer Franc umfassende Anleihe zur Finanzierung der französischen Kriegsentschädigung an das Deutsche Reich an der Londoner und Pariser Börse eingeführt wurde, hatte das Bankhaus Stern neben den Banken M.A. Rothschild & Söhne (Frankfurt am Main), der Diskonto-Gesellschaft (Berlin) und S. Bleichröder (Berlin) wesentlichen Anteil am großen Erfolg dieser Emission.
Die Bedeutung von Jacob S.H. Stern auf dem Markt für Wertpapieremissionen war so groß, dass die Deutsche Bank gleich nach ihrer Gründung 1870 eine enge und langjährige Geschäftsbeziehung mit der Frankfurter Privatbank einging, um die ausländischen Beziehungen der Familie Stern zu nutzen. Über Aktien finanzierte Banken, wie die Deutsche Bank, genossen damals noch nicht denselben Bekanntheitsgrad und das gleiche Vertrauen wie private Banken. Unterstrichen wurde diese intensive Zusammenarbeit durch die Mitgliedschaft verschiedener Teilhaber von Jacob S.H. Stern im Aufsichtsrat der Deutschen Bank. Darüber hinaus war Jacob S.H. Stern auch im Aufsichtsrat weiterer Unternehmen vertreten, unter anderem in dem der Ottomanischen Bank.
Als die Deutsche Reichsbank 1876 gegründet wurde, zählte Jacob S. H. Stern zu den 25 größten Privatbanken im Deutschen Reich und erhielt damit gemäß den gesetzlichen Bestimmungen einen Sitz im obersten Verwaltungs- und Aufsichtsorgan der Reichsbank, dem „Zentralausschusses der Anteilseigner“. Somit hatte die Bank Einfluss auf die Geld-, Währungs- und Finanzpolitik im Deutschen Reich. Jacob S.H. Stern war auch an der Gründung mehrerer Unternehmen wesentlich beteiligt: die Metallgesellschaft in Frankfurt am Main 1881, die Anatolische Eisenbahn-Gesellschaft in Konstantinopel 1888, die Deutsch-Asiatische Bank in Shanghai 1889, die Schantung-Eisenbahngesellschaft in China 1895, die Studiengesellschaft für Elektrische Schnellbahnen in Berlin 1899 und die Deutsche Petroleum-Aktiengesellschaft 1904 ebenfalls in Berlin.
Dem wachsenden Konkurrenzdruck durch die Großbanken und dem damit einhergehenden Konzentrationsprozess im deutschen Bankgewerbe zur Jahrhundertwende konnte sich Jacob S. H. Stern erfolgreich widersetzen. Nach dem Ersten Weltkrieg erlebte die Bank sogar eine neue Hochphase. Dank ihrer zum Teil auf Familienbindungen basierenden Auslandsbeziehungen konnte sie angesichts der Währungszerrüttung während der Weimarer Republik dringend benötigtes Auslandskapital nach Deutschland holen.
Während des Dritten Reichs wurde die Bank Jacob S.H. Stern 1938 durch die erzwungene Übernahme durch das Frankfurter Bankhaus Metzler „arisiert“.
Im Jahr 2025 eröffnete das Bankhaus Jacob S. H. Stern eine Asset-Management-Filiale in Frankfurt am Main.

## Teilhaber
| Name                  | Lebensdaten | Dauer der Teilhaberschaft: |
| --------------------- | ----------- | -------------------------- |
| Siegmund Stern        | 1809–1872   | ?–1872                     |
| Theodor Stern         | 1837–1900   | 1860–1890                  |
| Otto Braunfels        | 1841–1917   | 1891–1917                  |
| Wilhelm Theodor Stern | 1872–1930   | 1904–(mind.) 1913          |
| Paul Stern            | 1876–1939   | 1904–1938                  |
| Fritz Auerbach        | 1852–1909   | 1906–1909                  |
| Emil J.J. Wetzlar     | 1860–1916   | 1909–1916                  |
| Rudolf Kaulla         | 1872–1954   | 1920–1934                  |